# 녹산동
녹산동(菉山洞)은 부산광역시 강서구의 행정동이다.
본래 이 일대는 경상남도 김해군 녹산면이었으며, 1989년 강서구의 신설로 부산에 편입된 후 강서구 녹산동이 되었다. 부산광역시 내에서 가장 면적이 넓은 행정동이며, 법정동은 8동이다. 행정복지센터는 녹산동이 아니라 범방동에 있다. 서쪽으로 경상남도 창원시 진해구 용원동, 가주동, 북쪽으로는 경상남도 김해시 수가동과 접한다.

## 법정동
- 녹산동(菉山洞)
- 화전동(花田洞)
- 범방동(凡方洞)
- 지사동(智士洞)
- 송정동(松亭洞)
- 생곡동(生谷洞)
- 구랑동(九郞洞)
- 미음동(美音洞)

## 교육
- 녹산초등학교 (지사동)
- 녹명초등학교 (녹산동)
- 녹산중학교 (녹산동)
- 지사중학교 (지사동)